# んぽちゃむ
んぽちゃむはイラストレーターの可哀想に!が手掛けたキャラクター。

## 概要
白くもちもちなフォルムと円らな瞳が特徴の「ヨーグルトの妖精」という設定である。水色の花が頭上に付いており、語尾に「ちゃむ」と付けがち。一人称は「んぽちゃむ」である。
2022年3月、同じ作者の「おぱんちゅうさぎ」に次いで誕生。んぽちゃむが様々なことに挑戦するも、極端に頭が悪いため上手くいかず、親友のヒヨコ「きみまろ」が助けてくれるというストーリーが女子中高生を中心に人気を博し、JC・JK流行語大賞2023のモノ部門で第2位を受賞した。受賞についてZ世代向けのマーケティング支援などを手掛けているAMFは「んぽちゃむのトラブルメーカーっぷりが話題となり、推し活として楽しんでいるという女子中高生の人気を集めた」と分析している。

## プロフィール
- 「死を連想させる」ため、数字の4を絶対に言わない[注釈 1][注釈 2]。
- 通貨はマカロン。このため度々買い物をしようにもなにも購入することができない。しかし、セーターの回では「新しいセーターを買ったみたい」と触れられていた。また、教習所3の回においてもマカロンで買える車とマカロン銀行という存在が明言されている。周囲の人間は円を使っている模様である。
- 全裸に手袋（手の水色の部分）を身に着けている。
- ヨーグルトの妖精ではあるが、「～の妖精」というポジションが飽和しているためそれに対して少し嫌がっているらしい。
- ワッフルが好きでくぼみに指を突っ込むこともある[5]。
- なお、んぽちゃむのプロフィール画像の冒頭で紹介されているのは親友の「きみまろ」である。